# 艾哈邁德·扎卡耶夫
艾哈迈德·哈立多维奇·扎卡耶夫（羅馬化：Zaki Ẋalid khant Aẋmad，羅馬化：Akhmed Khalidovich Zakayev；1959年4月26日—），伊奇克里亚车臣共和国总理、副总理、外交部长、文化部长。